# Diego Ventaja Milán

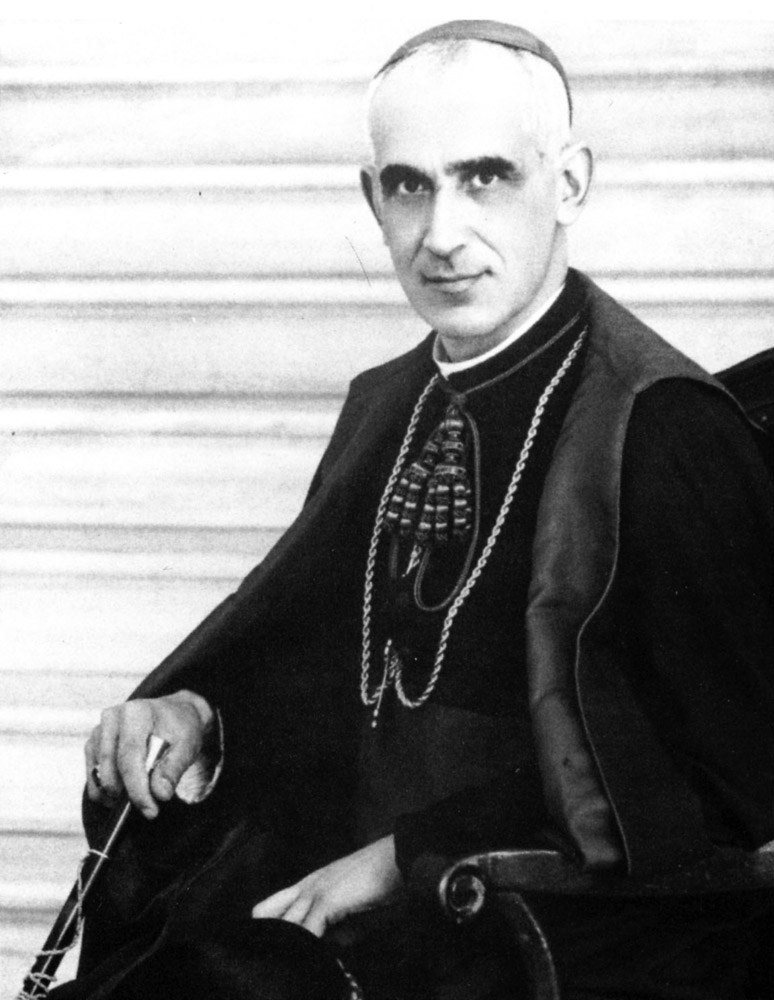
Milán im Bischofsgewand

Diego José Paulino Ventaja Milán (* 22. Juli 1880 in Ohanes; † 31. August 1936 in Vícar) war ein spanischer römisch-katholischer Bischof des Bistums Almería.
1936 als Opfer religiöser Verfolgung im Spanischen Bürgerkrieg erschossen, wird er in der katholischen Kirche verehrt und wurde 1993 von Johannes Paul II. seliggesprochen.

## Leben

Bischofswappen

Er wurde in arme Verhältnisse hineingeboren. Seit 1887 wurde er in der Abadía del Sacromonte unterrichtet, 1894 wurde er auf Kosten der Abtei an die Päpstliche Universität Gregoriana geschickt. 1898 promovierte er in Philosophie. Rafael Merry del Val weihte ihn 1902 zum Priester.
1934 wurde er zum Bischof von Almería ernannt und am 29. Juni 1935 von Agustín Parrado y García zum Bischof geweiht. Am 16. Juli trat er sein Amt an. Sein Wahlspruch lautete „Christus regnat“, „Christus regiert“.
Am 7. Juli 1936 reiste er trotz ausdrücklicher Warnungen vor der Reise noch nach Granada, um an Beratungen zur Seligsprechung von Andrés Manjón teilzunehmen.
Nach Ausbruch des Spanischen Bürgerkriegs wurden auch in seinem Bistum reihenweise Kirchen und Klöster in Brand gesteckt.
Am 22. Juli wurde der Bischofspalast besetzt und Milán musste umziehen, um die Diözese weiter zu verwalten. Angebote, sich mit der Basilisk nach Gibraltar evakuieren zu lassen, lehnte er ab. Er wurde schließlich gefangen genommen und zur Zwangsarbeit verpflichtet.
Im Morgengrauen des 31. August verlas der Vorsitzende des Häftlingsausschusses die Liste der siebzehn zu liquidierenden Gefangenen, die man anschließend per Lastwagen in Richtung Vícar brachte.
In der Schlucht von Chisme wurden sie erschossen und verbrannt.
Der Anblick der verkohlten Leichen von der Straße aus führte dazu, dass sich die Nachricht der Ermordung des Bischofs schnell in Almería verbreitete.
1939 wurden die sterblichen Überreste der siebzehn in der Schlucht von Chisme Ermordeten exhumiert und in einem Massengrab in der Kapelle San Ildefonso der Kathedrale von Almería beigesetzt.

## Verehrung
Am 10. Oktober 1993 wurde er seliggesprochen. Sein Gedenktag ist der 31. August. Im Jahr 2018 identifizierte ein forensisches Team der Universität Granada mehrere Überreste, darunter auch die von Milán. Sein Schädel ruht seither in der Märtyrerkapelle der Kathedrale von Almería an der Seite von Reliquien des Heiligen Indaletius von Urci.